# Fürtös poloskavész
A fürtös poloskavész vagy rövidágú poloskavész (Cimicifuga racemosa) a boglárkavirágúak (Ranunculales) rendjébe és a boglárkafélék (Ranunculaceae) családjába tartozó faj. Észak-Amerika keleti részen őshonos.

## Gyógyhatása
Az indiánok sokféle problémát kezeltek vele a női bajoktól a csörgőkígyó harapásáig. Néhány 19. századi amerikai orvos láz és menstruációs görcsök csillapításárara, ízületi gyulladás és álmatlanság ellen használta. Számos, biológiai hatású összetevőt tartalmaz, egyebek közt triterpén glükozidokat (pl. acetint és 27-dezoxiacetint), izoflavonokat (pl. formononetin), aromás savakat, tanninokat, gyantákat, zsírsavakat, keményítőket és cukrokat.
Forrázata vagy tinktúrája menstruációs zavarok kezelésére, klimaxos kellemetlenségek enyhítésére javallt. Ösztrogén hatása miatt javasolható prosztatarák esetén. Értágító hatása miatt magas vérnyomás kezelésére is alkalmas. Görcsoldó. Jellemző területe a női görcsök: erős menstruációs görcsöknél, illetve elakadt vajúdásnál használják, amikor a méh nem tágul, viszont a fájások nagyon erősek.
Ellenjavallat: Ösztrogén hatása miatt májrendellenességet, abnormális véralvadást, melldaganatot okozhat! Túladagolása szédülést, hányingert, hasmenést, hasi fájdalmat, hányást, látáscsökkenést, remegést, szívkárosodást okozhat.[forrás?] Csak orvosi felügyelet mellett, legfeljebb 6 hónapig alkalmazható!
Egerekkel végzett kísérletekben nem növelte a mellrák kialakulásának esélyét, de növelte a már meglévő mellrák áttétek keletkezésének kockázatát a tüdőben.
Embereken végzett vizsgálatok során két kereskedelmi forgalomban kapható fürtös poloskavész hatóanyagú készítmény esetében nem volt kimutatható ösztrogén hatásuk a mellre.
Számos jól kontrollált klinikai vizsgálatot végeztek, melyek során nem találtak bizonyítékot, hogy a fürtös poloskavész készítményeknek bármilyen káros hatása volna a máj működésére.
Más vizsgálatok megállapították, hogy májkárosodás a nem megfelelő minőségű vagy hamisított növényi alapanyagok miatt fordulhatnak elő a forgalomban lévő ellenőrizetlen készítmények miatt.